# Сокольники-Ляс
Сокольники-Ляс (пол. Sokolniki-Las) — село в Польщі, у гміні Озоркув Зґерського повіту Лодзинського воєводства.
Населення — 802 особи (2011).

## Демографія
Демографічна структура станом на 31 березня 2011 року:
|          | Загалом | Допрацездатний вік | Працездатний вік | Постпрацездатний вік |
| -------- | ------- | ------------------ | ---------------- | -------------------- |
| Чоловіки | 399     | 65                 | 277              | 57                   |
| Жінки    | 403     | 64                 | 238              | 101                  |
| Разом    | 802     | 129                | 515              | 158                  |